# Rudolf Tobias
Rudolf Tobias (ur. 29 maja 1873 w gminie Käina, na wyspie Hiuma, zm. 29 października 1918 w Berlinie)  – estoński kompozytor, organista i pedagog.

## Życiorys
Podstawy edukacji muzycznej otrzymał od ojca, który był zatrudniony przy renowacji oraz strojeniu organów i fortepianów w lokalnej parafii. Zaczął komponować w 1882, w wieku 9 lat. Od 1885 uczył się w Haapsalu gry fortepianowej u Cathariny von Gernet. W 1889 studiował w Tallinnie grę organową i teorię muzyki pod kierunkiem Ernsta Reinickego, organisty katedry w Tallinnie. 
W 1893 wyjechał do Petersburga, gdzie spędził 10 lat ucząc się i pracując. Studiował w Konserwatorium Petersburskim grę na organach u Louisa Homiliusa oraz kompozycję u Nikołaja Rimskiego-Korsakow. Po ukończeniu studiów pracował w Petersburgu jako organista, dyrygent chóru i nauczyciel muzyki.
W 1904 wrócił do Estonii i zamieszkał w Tartu, gdzie nauczał w kilku szkołach i udzielał prywatnych lekcji muzyki. Jednym z jego uczniów był Heino Eller. W 1908 podróżował po Europie, przebywając krótko w Paryżu, Monachium, Dreźnie i Pradze. Na dłużej zamieszkał w Teplicach w pobliżu kurortu Eichwald (obecnie Dubí), gdzie pracował nad oratorium „Des Jona Sendung”, monumentalnym utwórem dla pięciu solistów, dwóch chórów mieszanych, chóru dziecięcego, organów i orkiestry symfonicznej. Kompozycję tę ukończył w 1909, już po przeprowadzce do Lipska. W latach 1912–1918 wykładał teorię muzyki w Königliche Akademische Hochschule für Musik w Berlinie. W 1914 otrzymał niemieckie obywatelstwo. 

## Twórczość
Centralną pozycję wśród jego kompozycji zajmują liczne utwory na chór i orkiestrę. Wczesne kompozycje są w stylu neoromantycznym, jak na przykład uwertura Julius Caesar (1896). Późniejsze utwory są bardziej modernistyczne, na przykład Sest Ilmaneitsist ilusast (The Beautiful Maiden Ilmaneitsi, 1911) wykazuje impresjonistyczne tendencje, a wiele solowych utworów fortepianowych można uznać za ekspresjonistyczne .

## Ważniejsze kompozycje
(na podstawie materiałów źródłowych )

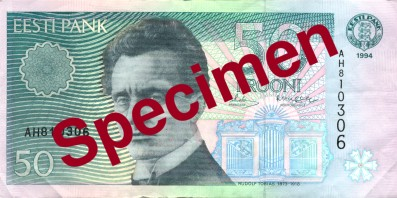
Wizerunek Rudolfa Tobiasa na estońskim banknocie o nominale 50 koron

### Utwory wokalne i wokalno-instrumentalne
- Johannes Damaskusest (St John of Damascus), kantata na głosy solowe, chór męski, chór mieszany i orkiestrę, 1897
- Kalevipoja unenägu (Kalevipoeg’s Dream), melodramat na spikera i orkiestrę, 1907
- Des Jona Sendung, oratorium na głosy solowe, chór dziecięcy, chór mieszany, organy i orkiestrę, orch, 1909
- Sest Ilmaneitsist ilusast (The Beautiful Maiden Ilmaneitsi), ballada na sopran i orkiestrę, 1911
- Kalevipoja epiloog (The Epilogue of Kalevipoeg), melodramat na spikera i orkiestrę, 1912

oraz około 30 utworów chóralnych i 10 pieśni solowych

### Utwory instrumentalne
- Julius Caesar, uwertura na orkiestrę, 1896
- Koncert fortepianowy, 1897
- I kwartet smyczkowy, 1899
- II kwartet smyczkowy, 1900
- Varese sõjasõnumida (Crow’s War Message), capriccio na orkiestrę, 1909
- 2 sonaty fortepianowe

oraz około 70 utworów fortepianowych